# Jean-Philippe Dogneton
Jean-Philippe Dogneton, né le 22 juillet 1965 à Angoulême, est un dirigeant d'entreprise français spécialiste du mutualisme, directeur général du groupe d'assurances Macif depuis janvier 2021.

## Biographie
Son père est banquier à la Banque de France. Jean-Philippe Dogneton étudie le droit puis l'histoire de l'art.
Dogneton entre à la Macif (région Centre-Ouest Atlantique) en 1991 en tant que cadre technique corporel. Il devient successivement directeur de la réassurance (IARD) du groupe en 2000, directeur de la réassurance en 2005, directeur du management, des risques, réassurance et contrôle interne en 2007, puis directeur des assurances dommages en 2011,. Il est nommé directeur général délégué du pôle IARD en 2015, puis directeur général délégué du groupe Macif en mai 2019.
En janvier 2021, à la suite du rapprochement de la Macif et d'Aésio au sein du groupe Aéma, Jean-Philippe Dogneton est nommé directeur général de la Macif et directeur général délégué d'Aéma,. À la suite de l'acquisition d'Aviva France par Aéma, il prend également la présidence d'Aviva France (renommé Abeille Assurances). Il mène l'acquisition par la Macif de Mondial Pare-Brise et poursuit le plan de consolidation des activités de la Macif qui franchit le cap des six millions de sociétaires en 2024.

## Autres fonctions
- Jusqu'en 2016 : Président de la commission technique réassurance du Groupement des entreprises mutuelles d'assurance (GEMA)[12]
- Depuis 2016 : Président l'Association de réassurance commune d’assureurs mutualistes (Arcam)[13]

## Publications
- Jean-Philippe Dogneton (introduction), Pour de futures mutualisations : La mutualisation, un pacte de solidarité, Fondation Jean Jaurès, 2025